# La Santa (Lanzarote)
La Santa es una localidad del municipio de Tinajo, Lanzarote, Canarias, España. En 2017 contaba con 922 habitantes.

## Localización
Es un pueblo marinero situado en la costa noroeste de la isla de Lanzarote a 5 km de la cabecera municipal y a 24 km de Arrecife, capital de la isla.

## Toponimia
La leyenda popular dice que el nombre procede de una santera (curandera) que vivía allí, en unas casitas cercanas a la orilla del mar. Sosa Barroso, por su parte, dice de deriva de la exclamación "¡salta!", por una piedra que hay cerca de la costa desde donde los marineros saltaban a tierra.

## Playas
Junto al pueblo se encuentra la playa homónima compuesta de arena y roca de 130 metros de longitud. Unos pocos kilómetros al norte se sitúan las playas de los Risquetes, compuesta de arena,bolos y roca de 600 metros de longitud y la playa de la Ria, ideal para los deportes náuticos, de arena de un kilómetro de largo.

## Zona paleontológica de La Santa
En la Isleta de La Santa existe un yacimiento paleontológico constituido por fragmentos dispersos de una antigua línea de costa que se formó durante el último Interglaciar, hace 135 000 años, que contiene la llamada "fauna senegalesa", destacando corales que alcanzaron aquí su latitud más alta.